# Jean-Claude Fasquelle
Pour les articles homonymes, voir Fasquelle.
Jean-Claude Fasquelle, né le 29 novembre 1930 à Paris et mort le 13 mars 2021 dans la même ville,, est un éditeur français.

## Biographie

### Jeunesse
Jean-Claude Fasquelle naît le 29 novembre 1930 ; il est le fils de Charles Fasquelle,, lui-même fils du fondateur des éditions Fasquelle.
Il obtient une licence en droit.

### Carrière
À partir de 1954, il dirige les éditions Fasquelle. Après la fusion avec Grasset opérée par Bernard Privat en 1959, il devient directeur général des éditions Grasset & Fasquelle, puis succède à Privat comme président-directeur général en 1981, et est nommé président du conseil de surveillance en 2000. Il est alors remplacé par Olivier Nora.
Il fonde la collection Libelles avec son ami François Michel, où il publie notamment Jacques Audiberti, Jean Cau, Bernard Frank, François Nourissier et Roger Vailland — son Éloge du cardinal de Bernis — ainsi que celle des Cahiers rouges en 1983.
En 1970, il rachète avec sa femme Nicky Jegher Le Magazine littéraire. Ils le céderont progressivement dans les années 2000 à la holding Artémis.
De 1985 à 1997, il possède la revue Europe Échecs.
En 1995, il réussit à faire publier les mémoires de Brigitte Bardot chez Grasset. Initiales B.B. se vend à un million d'exemplaires dans le monde.
Dans le monde de l'édition, il a comme rival Claude Durand,. Il est avec Nicky Jegher le dédicataire du roman La Relevée des herbes de Max-Pol Fouchet, paru en 1980.
Après son départ de Grasset, il accepte la présidence d'honneur de la maison. En 2000 également, il collabore à l'ouvrage collectif Les Hussards. Une génération littéraire, paru sous la direction de Marc Dambre aux Presses de la Sorbonne Nouvelle.
En novembre 2015, il devient actionnaire de La nave di Teseo une maison d'édition italienne voulue par Umberto Eco.
Il est également membre de l'Académie universelle des cultures et des jurys des prix Méditerranée et Jean-Freustié.
Il est vice-président de la Société littéraire des amis d'Émile Zola.

### Vie privée et mort
Époux de Solange de La Rochefoucauld (morte en août 2016), dont il divorce ; ils sont les parents d'Ariane Fasquelle, également éditrice, morte en avril 2016.
Sa seconde épouse, Nicky Jegher Fasquelle (née en 1940 et morte le 13 avril 2020), avait notamment dirigé pendant plus de trente-cinq ans le Magazine Littéraire. Mort à l'âge de 90 ans le 13 mars 2021 à Paris, il est inhumé à ses côtés, au cimetière parisien de Bagneux (division 44).